# Тодор Варадинов
Тодор Варадинов е български революционер, деец на Вътрешната македоно-одринска революционна организация, журналист и общественик.

## Биография
Тодор Варадинов е роден в град Кочани, тогава в Османската империя, днес в Северна Македония. Влиза във ВМОРО. През 1911 година е осъден по време на обезоръжителната акция на младотурците.
Емигрира в Свободна България и се занимава с журналистика. Редактира серия издания – в 1922 година редактира вестник „Ново време“ и „Куриер“, между 1924 и 1927 година редактира „Рекламна седмица“, в 1925 година редактира „Македонска илюстрация“, в 1926 година „Български търговски индустриален вестник“, в 1933 година издава „Обществена трибуна“, в 1936 година издава в Перник „Пернишка поща“.
След разгрома на Кралство Югославия, на 17 април 1941 година влиза в Кочанския изпълнителен комитет на Българските акционни комитети.